# Liste der Tourenwagen-Weltmeisterschaft-Rennstrecken
Die Liste der Tourenwagen-Weltmeisterschaft-Rennstrecken listet alle Tourenwagen-Weltmeisterschaft-Rennstrecken seit der Gründung 1987 auf.

## Tourenwagen-Weltmeisterschaft-Rennstrecken
- Rennstrecke: Nennt den Namen der Rennstrecke.
- Ort: Nennt den Ort der Rennstrecke.
- Streckenlänge: Nennt die Streckenlänge der Rennstrecke.
- Saison: Nennt die Saison, seit der Tourenwagen-Weltmeisterschaft ausgetragen wird.
- Layout: Bild des Layouts.

| Rennstrecke                                       | Ort                        | Streckenlänge      | Saison                         | Layout                                            |
| ------------------------------------------------- | -------------------------- | ------------------ | ------------------------------ | ------------------------------------------------- |
| Automotodrom Brno                                 | Brünn                      | 5,403 km           | 1987, 2005 bis 2011            | Automotodrom Brno                                 |
| Autodromo Enzo e Dino Ferrari                     | Imola                      | 4,933 km           | 2005, 2008, 2009               | Autodromo Enzo e Dino Ferrari                     |
| Autódromo Internacional de Curitiba               | Curitiba                   | 3,695              | seit 2006                      | Autódromo Internacional de Curitiba               |
| Autódromo Internacional do Algarve                | Portimão                   | 4,692 km           | 2010, 2012                     | Autódromo Internacional do Algarve                |
| Autódromo Miguel E. Abed                          | Puebla                     | 3,363 km           | 2005 bis 2009                  | Autódromo Miguel E. Abed                          |
| Autodromo Nazionale Monza                         | Monza                      | 5,793 km           | 1987, 2005 bis 2008, seit 2010 | Autodromo Nazionale Monza                         |
| Brands Hatch (Grand Prix)                         | Kent                       | 4,207 km           | 2006 bis 2010                  | Brands Hatch                                      |
| Calder Park Raceway                               | Calder Park                | 2,30 km            | 1987                           | Calder Park                                       |
| Circuit de Dijon-Prenois                          | Dijon                      | 3,801 km           | 1987                           | Circuit de Dijon-Prenois                          |
| Circuit de Nevers Magny-Cours                     | Magny-Cours                | 4,411 km           | 2005, 2006                     | Circuit de Nevers Magny-Cours                     |
| Circuit de Pau-Ville                              | Pau                        | 2,76 km            | 2007 bis 2009                  | Circuit de Pau-Ville                              |
| Circuit de Spa-Francorchamps                      | Francorchamps              | 6,940 km; 7,004 km | 1987, 2005                     | Circuit de Spa-Francorchamps                      |
| Circuit International Automobile Moulay el Hassan | Marrakesch                 | 4,545 km           | 2009, 2010, 2012               | Circuit International Automobile Moulay el Hassan |
| Circuit Park Zandvoort                            | Zandvoort                  | 4,320 km           | 2007                           | Circuit Park Zandvoort                            |
| Circuit Ricardo Tormo                             | Valencia                   | 4,005 km           | seit 2005                      | Circuit Ricardo Tormo                             |
| Circuit Zolder                                    | Zolder                     | 4,011 km           | 2010, 2011                     | Circuit Zolder                                    |
| Circuito da Boavista                              | Porto                      | 7,407 km           | 2007, 2009, 2011               | Circuito da Boavista                              |
| Circuito del Jarama                               | San Sebastián de los Reyes | 3,312 km           | 1987                           | Circuito del Jarama                               |
| Circuito do Estoril                               | Estoril                    | 4,360 km           | 2008                           | Circuito do Estoril                               |
| Donington Park                                    | Castle Donington           | 4,023 km           | 2011                           | Donington Park                                    |
| Fuji Speedway                                     | Oyama                      | 4,563 km           | 1987                           | Fuji Speedway                                     |
| Guia Circuit                                      | Macau                      | 6,115 km           | seit 2005                      | Guia Circuit                                      |
| Hungaroring                                       | Mogyoród                   | 4,381 km           | seit 2011                      | Hungaroring                                       |
| Istanbul Park Circuit                             | Istanbul                   | 5,338 km           | 2005, 2006                     | Istanbul Park Circuit                             |
| Manfeild Circuit Chris Amon                       | Wellington                 | 4,200 km           | 1987                           | Manfeild Autocourse                               |
| Motorsport Arena Oschersleben                     | Oschersleben               | 3,696 km           | 2005 bis 2011                  | Motorsport Arena Oschersleben                     |
| Mount Panorama Circuit                            | Bathurst                   | 6,213 km           | 1987                           | Mount Panorama Circuit                            |
| Nürburgring                                       | Nürburg                    | 4,5 km             | 1987                           | Nürburgring                                       |
| Okayama International Circuit                     | Mimasaka                   | 3,703 km           | 2008 bis 2010                  | Okayama International Circuit                     |
| Salzburgring                                      | Salzburg                   | 4,225 km           | 2012                           | Salzburgring                                      |
| Scandinavian Raceway                              | Anderstorp                 | 4,030 km           | 2007                           | Scandinavian Raceway                              |
| Shanghai International Circuit                    | Shanghai                   | 5,451 km           | 2012                           | Shanghai International Circuit                    |
| Shanghai Tianma Circuit                           | Shanghai                   | 2,063 km           | 2011                           | Shanghai Tianma Circuit                           |
| Silverstone Circuit                               | Silverstone                | 4,778 km; 5,901 km | 1987, 2005                     | Silverstone Circuit                               |
| Slovakiaring                                      | Orechová Potôň             | 5,922 km           | 2012                           | Slovakiaring                                      |
| Sonoma Raceway                                    | Sonoma                     | 4,050 km           | 2012                           | Sonoma Raceway                                    |
| Suzuka International Racing Course                | Suzuka                     | 2,243km;5,807 km   | seit 2011                      | Suzuka International Racing Course                |

## Statistik

### Austragungsorte
- Platz: Gibt die Reihenfolge der Nation wieder.
- Nation: Nennt die Nation.
- Einstieg im Weltmeisterschaft-Jahr: Nennt das Jahr, in dem die Nation erstmals an der Weltmeisterschaft teilnahm.
- Anzahl der Austragungsorte: Nennt die Anzahl der Austragungsorte im Weltmeisterschaft.

| Platz | Nation                 | Einstieg im WM-Jahr | Anzahl |
| ----- | ---------------------- | ------------------- | ------ |
| 1.    | Frankreich             | 1987 & 2005         | 03     |
| 1.    | Vereinigtes Königreich | 1987 & 2005         | 03     |
| 1.    | Portugal               | 2007                | 03     |
| 1.    | Japan                  | 1987 & 2008         | 03     |
| 2.    | Australien             | 1987                | 02     |
| 2.    | Italien                | 1987 & 2005         | 02     |
| 2.    | Deutschland            | 1987 & 2005         | 02     |
| 2.    | Belgien                | 1987 & 2005         | 02     |
| 2.    | Spanien                | 1987 & 2005         | 02     |
| 2.    | Volksrepublik China    | 2011                | 02     |
| 3.    | Neuseeland             | 1987                | 01     |
| 3.    | Macau                  | 2005                | 01     |

| Platz | Nation             | Einstieg im WM-Jahr | Anzahl |
| ----- | ------------------ | ------------------- | ------ |
| 3.    | Tschechien         | 1987 & 2005         | 01     |
| 3.    | Türkei             | 2005                | 01     |
| 3.    | Mexiko             | 2005                | 01     |
| 3.    | Brasilien          | 2006                | 01     |
| 3.    | Niederlande        | 2007                | 01     |
| 3.    | Schweden           | 2007                | 01     |
| 3.    | Marokko            | 2009                | 01     |
| 3.    | Ungarn             | 2011                | 01     |
| 3.    | Vereinigte Staaten | 2012                | 01     |
| 3.    | Österreich         | 2012                | 01     |
| 3.    | Slowakei           | 2012                | 01     |

### Weltmeisterschaft pro Nation
- Platz: Gibt die Reihenfolge der Nation an.
- Nation: Nennt die Nation.
- Anzahl: Nennt die Anzahl der Weltmeisterschaft pro Nation.

| Platz | Nation                 | Anzahl |
| ----- | ---------------------- | ------ |
| 01.   | Italien                | 011    |
| 02.   | Spanien                | 09     |
| 03.   | Deutschland            | 08     |
| 03.   | Tschechien             | 08     |
| 03.   | Macau                  | 08     |
| 06.   | Brasilien              | 07     |
| 06.   | Vereinigtes Königreich | 07     |
| 07.   | Frankreich             | 06     |
| 07.   | Portugal               | 06     |
| 07.   | Japan                  | 06     |
| 11.   | Mexiko                 | 05     |
| 12.   | Belgien                | 04     |

| Platz | Nation              | Anzahl |
| ----- | ------------------- | ------ |
| 13.   | Marokko             | 03     |
| 14.   | Australien          | 02     |
| 14.   | Volksrepublik China | 02     |
| 14.   | Türkei              | 02     |
| 14.   | Ungarn              | 02     |
| 18.   | Vereinigte Staaten  | 01     |
| 18.   | Schweden            | 01     |
| 18.   | Neuseeland          | 01     |
| 18.   | Niederlande         | 01     |
| 18.   | Österreich          | 01     |
| 18.   | Slowakei            | 01     |